# アリ・ダエイ
アリ・ダエイ（ペルシア語: علی دائی Alī Dā'ī、1969年3月21日 - ）は、イラン出身の元サッカー選手、サッカー指導者。ポジションはFW。アリー・ダーイーとも表記される。

## 人物
イランの国民的英雄であり、アジアを代表するストライカーである。149試合に出場し、国際Aマッチにおける通算109得点は、2021年9月1日にポルトガル代表のクリスティアーノ・ロナウドに、記録を更新されるまで長らく世界1位であった。「ペルシアン・タワー」の異名を持ち、恵まれた体格と高い跳躍力で高い打点から打ち下ろすヘディングは脅威であった。

## 来歴
アゼルバイジャン国境近くの町アルダビールに生まれ、少年時はディフェンダーとしてもプレー。フォワードへ専念後1993年6月6日にイラン代表デビューを果たすと、1993年の1994 FIFAワールドカップ・アジア最終予選・対日本戦では決勝点となる2点目の得点を奪うなど、予選得点王を獲得する活躍を見せた。翌年にはジュビロ磐田がJリーグ開幕を前に契約を結んだが、3ヶ月を経てもイランから出国許可が出ず、移籍は破談となった。1996年アジアカップでも得点王を獲得、1997年の1998 FIFAワールドカップ・アジア予選・第三代表決定戦では一時日本を1-2とリードする得点を奪った。
1997年からはドイツブンデスリーガのアルミニア・ビーレフェルトへ移籍。フランスワールドカップでも予選・本戦を通して活躍し、本大会では得点は無かったが、グループリーグのアメリカ戦ではマハダビキアへのアシストを決めた。1998－99シーズンはバイエルン・ミュンヘンでプレー、リーグ戦では6ゴールを挙げ、リーグ優勝を経験した。1999-00シーズン、ヘルタ・ベルリンに移籍、UEFAチャンピオンズリーグのグループリーグではチェルシー戦で2ゴール、ACミラン戦でもゴールを挙げる活躍を見せた。1999年にはアジア年間最優秀選手賞を獲得した。2006 FIFAワールドカップでもアジア予選得点王の結果を残し、イラン代表を2大会ぶり、自身2度目のワールドカップ出場に導き、本大会ではグループリーグの2試合に出場したが、不本意な結果に終わった。
2007年5月28日、選手兼任監督として所属するサイパFCのイラン・リーグ優勝が決定した日の試合後に、選手としては現役を引退することを正式に表明した。
2008年3月2日、イラン代表監督への就任が決定。当初はサイパFC監督と兼任していたが、イラン代表監督に専念する為に同年5月21日に行われた2008年ACLグループリーグ最終戦を最後にサイパFC監督を辞任した。
2009年3月29日、前日28日のホームのサウジアラビア戦での敗戦がきっかけとなり、成績の低迷を理由にイラン代表監督を解任される。
2010年よりピルズィ・テヘランの監督に就任。2009-10シーズンはリーグで4位に終わりACL出場圏内に入れなかったが、カップ戦のハズフィー・カップで優勝を果たしACLの出場権を得る。2010-11シーズンもまたリーグ4位で終えACL出場圏内を逃すものの、前年同様にハズフィー・カップで優勝をして再びACLの出場権を得る。2011年6月、ピルズィの監督を退任。
その後、ラーフ・アーハンFCの監督に就任するが、2012年3月17日、試合の行われたエスファハーンからチームのホームの首都テヘランに自らが運転する車でコーチらと一緒に戻る途中、スピードの出し過ぎで横転事故を起こした。事故後の第一報では、頭部を負傷しエスファハーン市内の病院の集中治療室に入り、翌日に手術を受け状態は安定していると報じられた。その後イランの国営テレビは、ダエイが頭部を負傷したものの骨折はしておらず、容態は安定していると伝え、テレビには搬送されたエスファハーン市内の病院で話す様子も映し出された。
2014年11月21日、AFC初代殿堂入りを果たした。

## エピソード
- 少年時代、父親が教育熱心であり、学業を優先するように言われていたが、母親にこっそりサッカーボールを受け取り練習に行っていたという。
- 1994年の広島アジア大会で負傷し入院するが、その際に医師や看護師を始め多くの日本人が親切だったことに甚く感激して以来、大の親日家。好きな映画に「七人の侍」を挙げ、また2005年6月8日にイランがアジア最終予選通過を決めた際の「私は初めからイランと日本が（予選を）突破することを信じていた」とのコメントからもその親日家振りがうかがえる。
- スポーツ用品店「ダエイ」を経営しており、イラン代表のユニフォームは彼の店のブランドである。

## 所属クラブ
- 1995-1996　 ピルズィ・テヘラン
- 1996-1997　 アル・サッド
- 1997-1998　 アルミニア・ビーレフェルト　25試合7得点（No.9）
- 1998-1999　 バイエルン・ミュンヘン　23試合6得点（No.24）
- 1999-2002　 ヘルタ・ベルリン
  - 1999-2000　　28試合3得点（No.9）
  - 2000-2001　　23試合3得点（No.9）
  - 2001-2002　　8試合（No.9）
- 2002-2003　 アル・シャバーブ
- 2003-2004　 ピルズィ・テヘラン
- 2004-2006　 サバ・バッテリー（No.13）
- 2006-2007　 サイパFC※選手兼任監督

## 個人成績
| クラブ                 | シーズン | リーグ           | リーグ戦 | リーグ戦 | カップ戦 | カップ戦 | 国際大会 | 国際大会 | その他 | その他 | 合計 | 合計 |
| クラブ                 | シーズン | リーグ           | 出場     | 得点     | 出場     | 得点     | 出場     | 得点     | 出場   | 得点   | 出場 | 得点 |
| ---------------------- | -------- | ---------------- | -------- | -------- | -------- | -------- | -------- | -------- | ------ | ------ | ---- | ---- |
| ペルセポリス           | 1994-95  | アーザーデガーン | 25       | 15       | 0        | 0        | -        | -        | 0      | 0      | 25   | 15   |
| ペルセポリス           | 1995-96  | アーザーデガーン | 13       | 8        | -        | -        | 4        | 2        | 2      | 1      | 19   | 11   |
| ペルセポリス           | 通算     | 通算             | 38       | 23       | 0        | 0        | 4        | 2        | 2      | 1      | 44   | 26   |
| アル・サッド           | 1996-97  | スターズ         | 16       | 10       | 2        | 0        | -        | -        | 0      | 0      | 18   | 10   |
| アル・サッド           | 通算     | 通算             | 16       | 10       | 2        | 0        | -        | -        | 0      | 0      | 18   | 10   |
| ビーレフェルト         | 1997-98  | ブンデスリーガ   | 25       | 7        | 1        | 0        | -        | -        | 0      | 0      | 26   | 7    |
| ビーレフェルト         | 通算     | 通算             | 25       | 7        | 1        | 0        | -        | -        | 0      | 0      | 26   | 7    |
| バイエルン・ミュンヘン | 1998-99  | ブンデスリーガ   | 23       | 6        | 4        | 0        | 5        | 0        | 0      | 0      | 32   | 6    |
| バイエルン・ミュンヘン | 通算     | 通算             | 23       | 6        | 4        | 0        | 5        | 0        | 0      | 0      | 32   | 6    |
| ヘルタ・ベルリン       | 1999-00  | ブンデスリーガ   | 28       | 3        | 2        | 0        | 13       | 4        | 1      | 0      | 44   | 7    |
| ヘルタ・ベルリン       | 2000-01  | ブンデスリーガ   | 23       | 3        | 2        | 0        | 5        | 2        | 2      | 0      | 32   | 5    |
| ヘルタ・ベルリン       | 2001-02  | ブンデスリーガ   | 8        | 0        | 3        | 0        | 1        | 0        | -      | -      | 12   | 0    |
| ヘルタ・ベルリン       | 通算     | 通算             | 59       | 6        | 7        | 0        | 19       | 6        | 3      | 0      | 88   | 12   |
| アル・シャバブ         | 2003-04  | AGL              | 21       | 11       | 0        | 0        | -        | -        | 0      | 0      | 21   | 11   |
| アル・シャバブ         | 通算     | 通算             | 21       | 11       | 0        | 0        | -        | -        | 0      | 0      | 21   | 11   |
| ペルセポリス           | 2003-04  | IPL              | 28       | 16       | 2        | 1        | -        | -        | 0      | 0      | 30   | 17   |
| ペルセポリス           | 通算     | 通算             | 28       | 16       | 2        | 1        | -        | -        | 0      | 0      | 30   | 17   |
| サバー                 | 2004-05  | IPL              | 25       | 12       | 5        | 3        | -        | -        | 0      | 0      | 30   | 15   |
| サバー                 | 2005-06  | IPL              | 26       | 11       | 2        | 2        | 6        | 5        | 1      | 2      | 35   | 20   |
| サバー                 | 通算     | 通算             | 51       | 23       | 7        | 5        | 6        | 5        | 1      | 2      | 65   | 35   |
| サイパ                 | 2006-07  | IPL              | 26       | 10       | 1        | 0        | -        | -        | 0      | 0      | 27   | 10   |
| サイパ                 | 通算     | 通算             | 26       | 10       | 1        | 0        | -        | -        | 0      | 0      | 27   | 10   |
| 総通算                 | 総通算   | 総通算           | 287      | 112      | 24       | 6        | 34       | 13       | 6      | 3      | 351  | 134  |

## 代表歴

### 出場大会
- イラン代表
  - 1998 FIFAワールドカップ
  - 2006 FIFAワールドカップ

### 試合数
- 国際Aマッチ 148試合 109得点（1993年-2006年）[10]

| イラン代表 | 国際Aマッチ | 国際Aマッチ |
| 年         | 出場        | 得点        |
| ---------- | ----------- | ----------- |
| 1993       | 15          | 7           |
| 1994       | 1           | 0           |
| 1995       | 0           | 0           |
| 1996       | 18          | 22          |
| 1997       | 17          | 9           |
| 1998       | 13          | 9           |
| 1999       | 5           | 2           |
| 2000       | 19          | 19          |
| 2001       | 16          | 10          |
| 2002       | 4           | 2           |
| 2003       | 9           | 6           |
| 2004       | 16          | 17          |
| 2005       | 9           | 4           |
| 2006       | 6           | 2           |
| 通算       | 148         | 109         |

## 指導歴
- 2006-2008  サイパFC（2007年5月まで選手兼任）
- 2008-2009  イラン代表（2008年5月まで、サイパFC監督と兼任）
- 2010-2011  ピルズィ・テヘラン
- 2011-2013  ラーフ・アーハンFC
- 2013-2014  ペルセポリスFC
- 2015-2016  サバー・ゴムFC
- 2016-2017  ナフト・テヘランFC
- 2017-  サイパFC

## 監督成績
2019年7月21日現在
| クラブ           | 就任           | 退任          | 記録 | 記録 | 記録 | 記録 | 記録 | 記録 | 記録 | 記録   |
| クラブ           | 就任           | 退任          | 試   | 勝   | 分   | 敗   | 得   | 失   | 差   | 勝率   |
| ---------------- | -------------- | ------------- | ---- | ---- | ---- | ---- | ---- | ---- | ---- | ------ |
| サイパ           | 2006年7月5日   | 2008年3月2日  | 0    | 0    | 0    | 0    | 0    | 0    | +0   | —      |
| イラン代表       | 2008年3月2日   | 2009年3月29日 | 5    | 1    | 3    | 1    | 6    | 6    | +0   | 020.00 |
| ペルセポリス     | 2009年12月28日 | 2011年6月21日 | 0    | 0    | 0    | 0    | 0    | 0    | +0   | —      |
| ラーフ・アハン   | 2011年7月14日  | 2013年6月30日 | 68   | 21   | 25   | 22   | 75   | 77   | −2   | 030.88 |
| ペルセポリス     | 2013年7月1日   | 2014年9月10日 | 37   | 18   | 10   | 9    | 41   | 24   | +17  | 048.65 |
| サバー・ゴム     | 2015年7月16日  | 2016年6月30日 | 32   | 10   | 15   | 7    | 32   | 26   | +6   | 031.25 |
| ナフト・テヘラン | 2016年7月11日  | 2017年6月30日 | 36   | 14   | 12   | 10   | 48   | 37   | +11  | 038.89 |
| サイパ           | 2017年7月1日   | 2019年5月2日  | 64   | 27   | 20   | 17   | 83   | 74   | +9   | 042.19 |
| 合計             | 合計           | 合計          | 242  | 91   | 85   | 66   | 285  | 244  | +41  | 037.60 |

## 獲得タイトル

### 選手時代
ペルセポリス
- イラン・プロリーグ : 1995–96

バイエルン・ミュンヘン
- ブンデスリーガ : 1998–99
- DFLポカール : 1998–99

サバー・ゴム
- ハズフィー・カップ : 2004–05
- イラン・スーパーカップ : 2005

サイパ
- イラン・プロリーグ : 2006–07

### イラン代表
- アジア競技大会 : 1998, 2002
- AFC/OFCチャレンジカップ : 2003
- 西アジアサッカー選手権 : 2004
- ECOカップ : 1993
- LGカップ: 2001, 2002

### 指導者時代
サイパ
- イラン・プロリーグ : 2006–07

イラン代表
- 西アジアサッカー選手権 : 2008

ペルセポリス
- ハズフィー・カップ : 2009–10, 2010–11

サバー・ゴム
- Shohadaカップ : 2016

ナフト・テヘラン
- ハズフィー・カップ : 2016–17

## 個人タイトル

### 選手時代
- アジア年間最優秀選手賞 : 1999
- AFCアジアカップ 得点王 : 1996 （8得点）
- アジア競技大会 得点王 : 1998 （9得点）
- 国際サッカー歴史統計連盟 : （109得点）
- ワールドサッカー (雑誌) : 2010
- イラン・プロリーグ 得点王 : 2003–04 （16得点）

### 指導者時代
- イラン・プロリーグ最優秀選手賞 : 2008